# Campeonato Italiano de Fórmula Renault
O Campeonato Italiano de Fórmula Renault é um campeonato de Fórmula Renault 2.0 da Itália.  O campeonato tem maior parte das corridas na Itália, mas visita regularmente o circuito belga de Circuit de Spa-Francorchamps e a Espanha.
Desde 2000, muitos pilotos atuais de Fórmula 1 correram neste campeonato.  Alguns desses pilotos são Felipe Massa e Robert Kubica. Pilotos de GP2 Series também já competiram neste campeonato como Pastor Maldonado e Kamui Kobayashi.

## Regras Atuais
Cada ronda do campeonato inclui 2 corridas com a duração de cerca de 30 minutos. As pontuações são as seguintes:
| Pos.   | 1  | 2  | 3  | 4  | 5  | 6  | 7  | 8  | 9  | 10 | 11 | 12 | 13 | 14 | 15 |
| Pontos | 38 | 28 | 24 | 22 | 20 | 18 | 16 | 14 | 12 | 10 | 8  | 6  | 4  | 2  | 1  |

Em cada corrida é atribuído 1 ponto à pole position e 1 ponto à volta mais rápida, sendo que só os pilotos que terminam a corrida levam os pontos.

## Campeões
| Ano  | Campeão                          | Campeonato                                                      |
| ---- | -------------------------------- | --------------------------------------------------------------- |
| 2008 | Pål Varhaug Daniel Mancinelli    | Fórmula Renault 2.0 Itália Fórmula Renault 2.0 Itália Inverno   |
| 2007 | Mika Mäki Cesar Ramos            | Fórmula Renault 2.0 Itália Fórmula Renault 2.0 Itália Inverno   |
| 2006 | Dani Clos Jaime Alguersuari      | Fórmula Renault 2.0 Itália Fórmula Renault 2.0 Itália Inverno   |
| 2005 | Kamui Kobayashi Atte Mustonen    | Fórmula Renault 2.0 Itália Fórmula Renault 2.0 Itália Inverno   |
| 2004 | Pastor Maldonado Mikhail Aleshin | Fórmula Renault 2000 Itália Fórmula Renault 2000 Itália Inverno |
| 2003 | Franck Perera Pastor Maldonado   | Fórmula Renault 2000 Itália Fórmula Renault 2000 Itália Inverno |
| 2002 | José María López Toni Vilander   | Fórmula Renault 2000 Itália Fórmula Renault 2000 Itália Inverno |
| 2001 | Ryan Briscoe Roberto Streit      | Fórmula Renault 2000 Itália Fórmula Renault 2000 Itália Inverno |
| 2000 | Felipe Massa                     | Fórmula Renault 2000 Itália                                     |

## Idioma Wikipédia Original
Wikipédia inglesa